# زلزال كينغستون 1907
زلزال كينغستون 1907 هو زلزالٌ وقعَ في كينغستون في جامايكا بتاريخ 14 يناير 1907. بلغت شدتهُ 6.5 على مقياس درجة العزم،